# Denver Nuggets 2009-2010
La stagione 2009-10 dei Denver Nuggets fu la 34ª nella NBA per la franchigia.
I Denver Nuggets vinsero la Northwest Division della Western Conference con un record di 53-29. Nei play-off persero al primo turno con gli Utah Jazz (4-2).

## Roster
| N° | Naz.                   | Ruolo | Sportivo         | Anno | Alt. | Peso |
| -- | ---------------------- | ----- | ---------------- | ---- | ---- | ---- |
| 1  | Stati Uniti (bandiera) | G     | Chauncey Billups | 1976 | 191  | 92   |
| 3  | Stati Uniti (bandiera) | G     | Ty Lawson        | 1987 | 180  | 88   |
| 4  | Stati Uniti (bandiera) | A     | Kenyon Martin    | 1977 | 206  | 106  |
| 5  | Stati Uniti (bandiera) | G     | J.R. Smith       | 1985 | 198  | 100  |
| 6  | Stati Uniti (bandiera) | G     | Arron Afflalo    | 1985 | 196  | 98   |
| 11 | Stati Uniti (bandiera) | A     | Chris Andersen   | 1978 | 208  | 104  |
| 14 | Stati Uniti (bandiera) | A     | Joey Graham      | 1982 | 201  | 102  |
| 15 | Stati Uniti (bandiera) | A     | Carmelo Anthony  | 1984 | 203  | 104  |
| 25 | Stati Uniti (bandiera) | G     | Anthony Carter   | 1975 | 185  | 86   |
| 27 | Francia (bandiera)     | C     | Johan Petro      | 1986 | 213  | 112  |
| 30 | Stati Uniti (bandiera) | A     | Malik Allen      | 1978 | 208  | 116  |
| 31 | Brasile (bandiera)     | AC    | Nenê Hilário     | 1982 | 211  | 122  |
| 32 | Stati Uniti (bandiera) | A     | Renaldo Balkman  | 1984 | 203  | 94   |

## Staff tecnico
- Allenatore: George Karl
- Vice-allenatori: Adrian Dantley, John Welch, Tim Grgurich, Stacey Augmon, Chad Iske, Larry Mangino, Jamahl Mosley
- Preparatore fisico: Steve Hess
- Preparatore atletico: Jim Gillen